# میدوری-کو، یوکوهاما
میدوری-کو (به لاتین: Midori-ku) یک منطقهٔ مسکونی در ژاپن است که در یوکوهاما واقع شده‌است. میدوری-کو ۲۵٫۴۲ کیلومتر مربع مساحت و ۱۷۶٬۰۳۸ نفر جمعیت دارد.